# 割り戻し (彫刻)
割り戻し（わりもどし）は彫刻における技法の1つ。
素材となる原石の原形を残したまま複数に再構成を行う技法である。原石を分割し、それぞれを別々に加工してから再び接着する。
和泉俊昭が御影石を使った「割り戻し」を考案し、後の彫刻制作に大きな影響を与えたとされる。